# Тиберий II
Флавий Тиберий Константин (на латински: Flavius Tiberius Constantinus), също и Тиберий II Константин (540-14 август 582), е византийски император (578 – 582) от Юстиниановата династия. По произход е романизиран тракиец.
Тиберий ІІ идва на трона с помощта на императрица София. Бил приятел на Юстин II, който го определя за comes excubitorum, началник на дворцовата стража. Тиберий поема контрола върху империята, когато Юстин става душевноболен и е убеден да абдикира през 574 година. Тогава Тиберий е издигнат в сан цезар и става регент на империята заедно с императрица София, която оказва решаваща роля в управлението.

## Управление
Новият император приема името Константин. За да увеличи популярността си сред народа и аристокрацията, той незабавно започва да харчи парите, които били съхранявани в съкровищницата. Тиберий отделя много средства за благотворителност и строежи. След края на краткото му управление, неговата щедрост довежда империята до банкрут.

### Цезар и регент
За да бъде запазено спокойствието по Дунавската граница, императорът увеличава плащаният на аварите годишен данък до 80 хил. златни номизми. Армиите на Балканите са изтеглени за защита на източната граница от сасанидските перси и за отбраната на градовете в Италия от лангобардите. През 575 г. византийците купуват 3-годишно примирие с Персийската империя, плащайки 30 хил. номизми злато. Опитите да бъде спечелено време дават частичен резултат, но през 576 г. византийците търпят неуспех в Италия и губят още територии, а на изток примирието бива нарушено от персийска страна.
През 576 – 577 г. генерал Юстиниан спира настъплението на персите в Армения, навлиза в Месопотамия до поречието на Ефрат, но е победен и се оттегля. Императорът го сменя с Маврикий (бъдещият император). Докато абдикиралият Юстин е все още жив, Маврикий продължава да се бори успешно срещу сасанидските перси в Армения.
По същото време константинополското правителство дава огромен подкуп (200 хил. номизми) на ломбардските главатари с цел да бъде осуетено избирането на техен крал в Италия. Когато славяните нападат Илирик през 577 г., империята плаща на аварите, за да ги отблъснат.

### Едноличен император
Когато Тиберий става август и пълновластен император, след смъртта на Юстин (септември/октомври 578 г.), той раздава на народа в столицата 7200 паунда злато, което се повтаряло всяка година по случай възкачването му. Освен това намалява всички данъци с една четвърт за следващите 4 години. Прахосничеството на Тиберий възмущава императрицата и много от придворните. Той отхвърля настояването на овдовялата императрица София за брак с него, чрез което тя се стреми да запази влиянието и правомощията си. Когато императорът категорично отказва да се ожени за София, тя организира неуспешен заговор срещу семейството му. След като е разкрита, тя запазва императорската си титла, но няма предишната власт.
През 579 г. Тиберий отново насочва вниманието си на запад. Земите в Италия продължават да бъдат застрашавани от лангобардите, но град Рим все пак е опазен. Императорът търси съюз и помощ от франките. В Италия са изпратени пари и военни подкрепления за защитата срещу лангобардите, сключен е мир с вестготите в Испания, а берберите, нахлули в Северна Африка, са победени. В същата година аварите нарушават мира на Балканите и обсаждат Сирмиум. Използвайки намаленото военно присъствие в Тракия и Македония, славяните започват да се заселват на Балканския полуостров след 579 година.
Империята не разполага с нужната армия, за да се защитава на всички фронтове. В армията назрява недоволство поради липсата на заплати. Въпреки това през 580 и 581 г. пълководецът Маврикий постига нови успехи при похода срещу персите в Армения и Месопотамия, достигайки за кратко до брега на Каспийско море.
В 582 г. Тиберий е принуден да споразумее неизгоден мир с аварите, нападащи слабо защитените Балкански провинции. Съгласно споразумението аварите получават сума, равна на 3-годишнен данък (240 хил. златни солида). Освен че подновява плащането на данъка, императорът приема да им предаде важната дунавска крепост Сирмиум, която варварите сриват. По същото време славяните нахлуват в Гърция и достигат дори до Атина.
През август 582 г. императорът е повален от болест или може би отровен, според слуха. Преди да издъхне посочва своя зет, пълководеца Маврикий, за наследник на императорската власт. Когато Тиберий починал на следващия ден (14 август 582 г.), Маврикий става император.
Историкът Прайвит-Ортън определя Тиберий Константин „наистина първият от гръцките императори, при който Византия става най-подходящото название за Източната империя, която е все още римска по традиция“. Той е един от последните латиноговорещи василевси. Много историци възхваляват Тиберий за неговата хуманност и достойнство, но изключителната му щедрост бързо разорява държавата.